# Preston (Minnesota)
Preston è una città degli Stati Uniti d'America, situata in Minnesota, nella contea di Fillmore, della quale è il capoluogo.